# Colquechaca
Colquechaca (del quechua: puente de plata) es una pequeña ciudad y municipio de Bolivia, capital de la provincia de Chayanta del departamento de Potosí, distante 171 km al norte de la ciudad de Potosí. Su altitud es de 4173 m s. n. m. Su plaza 6 de Agosto, llamada comúnmente "La Compañía" es la plaza principal.

## Toponimia
El nombre de Collke-chaca en la evolución del tiempo ha quedado plasmado como "Colquechaca". El nombre viene de la composición del idioma quechua "Collke", que significa plata, y "Chaca", que significa puente.

## Historia
Las poblaciones mineras de Avllagas y Hankonasa en la época colonial trabajaban en varias minas de plata que pertenecían al imperio del Rey de España y a distintos dueños españoles, portugueses, alemanes y de otras nacionalidades de Europa. Estas minas eran comparables con las de Potosí, Porco y otras regiones de la provincia Chayanta de la Charcas, en el Alto Perú. Collke-chaca nació como pueblo antes de la época republicana, habiendo documentos que muestran que Collke-chaca existía en la época colonial de 1746. Su nacimiento se debe a una veta en una mina llamada San Miguel, de propiedad de Fransísco Amaral, de origen portugués. Se presume la existencia de la mina de Collkechaca anterior a este dueño de la época de 1600 a 1650, documentos en investigación en la Biblioteca Nacional de Bolivia, la Casa de la Moneda, Biblioteca Nacional del Perú, Archivo Histórico de Argentina. 
San Miguel es una mina que está ubicada en la ladera o quebrada llamada de Michita Huayco donde se originó el asentamiento humano de la población de criollos, yanaconas, extranjeros españoles, alemanes, ingleses, y de otras nacionalidades, en la colonia los trabajadores y dueños estaban asentados muy cerca de la minas para un control y evitar el robo de la  mineral de plata; además la densidad de población de Awllagas o Aullagas y Janconasa creció tanto que no se dieron abasto, para seguir construyendo viviendas, la inclemencia del tiempo, la altura, a los venidos del Viejo Mundo no permitía habitar más figuras humanas en sus alturas, no podía extenderse más en su cerrada topografía, la comodidad que buscaban muchos mineros de la época, los dueños de las minas tenían pensado en hacer las casas y viviendas de las poblaciones muy cerca de las minas, las primeras casas fueron edificadas en las proximidades de la Mina San Miguel, donde se asentaron casas sin simetría, en desorden porque la topografía no lo permitía, estaba la población en la ladera del Cerro Vizcachani, al frente del imponente cerro Animas, por ladera corre un riachuelo que nace en las alturas del Cerro hermoso, aguas que son rebalses de las lagunas de estas imponentes alturas, juntándose las aguas de las minas de la rinconada de la gallofa y Flamenca, aguas más abajo exactamente cerca de la mina de San Migue se unen con otro río que nace en el sector de Avllagas aumentando su caudal en época de lluvias. Esta población en su historia ha aportado a la vida colonial y en especial a la República de Bolivia en lo económico, político y social. 
En 1882, por ley de 30 de noviembre es nombrada capital de la provincia de Chayanta en el departamento de Potosí y posteriormente en 1906 por su esplendor y apogeo es elevada a rango de ciudad por ley del 5 de diciembre de 1906 durante la presidencia de Ismael Montes.

## Datos básicos
- Superficie término municipal: 1.846 km²
- Población del municipio: 34 722 habitantes (2012)[3][4]
- Densidad de población: 19 habitantes/km² (2012)
- Población de la ciudad de Colquechaca: 8 000 habitantes (estimación 2021)

## Demografía
De acuerdo con el censo boliviano de 2024, la población del municipio de Colquechaca es de 16 163 habitantes.
La población del municipio de Colquechaca aumentó aproximadamente a la mitad entre 1992 y 2024:
| Año  | Habitantes (municipio) | Habitantes (localidad) | Fuente     |
| ---- | ---------------------- | ---------------------- | ---------- |
| 1992 |                        | 2 234                  | Censo 1992 |
| 2001 | 11.008                 | 1 816                  | Censo 2001 |
| 2012 | 14.329                 | 4 272                  | Censo 2012 |
| 2024 | 16.163                 |                        | Censo 2024 |

Población flotante. La población flotante, está conformada en su mayor parte por familiares que han emigrado al interior, visitantes habituales y los que llegan en días festivos, que es un dato concordante con el censo del 2001; por tanto para efectos de cálculo poblacional tomamos este valor. Esta población flotante alcanza a un 10% de la población actual.
Estabilidad poblacional. La estabilidad poblacional, está definida por la actividad minera, existiendo estabilidad e incremento en oportunidad de cotización alta de los minerales, pero en tiempos de cotización baja de los minerales especialmente del Estaño, la población migra.

## Importancia minera
Este pueblo atrajo empresas y población de todas las latitudes del mundo. Es así que se organizaron empresas privadas extranjeras, (como Patiño Mines, donde trabajaban y fueron asesinadas las hermanas del escritor Fausto Reinaga), comerciales importadoras, una planta de diésel, el cine Treinta y Uno de Octubre, el cementerio, etc.

## Clima
El clima de Colquechaca es semiárido frío  y alpino (BSk), según la clasificación climática de Köppen y con una temperatura media anual de 7.8 °C.
Precipitación pluvial promedio en Colquechaca
| Parámetros climáticos promedio de Colquechaca | Parámetros climáticos promedio de Colquechaca | Parámetros climáticos promedio de Colquechaca | Parámetros climáticos promedio de Colquechaca | Parámetros climáticos promedio de Colquechaca | Parámetros climáticos promedio de Colquechaca | Parámetros climáticos promedio de Colquechaca | Parámetros climáticos promedio de Colquechaca | Parámetros climáticos promedio de Colquechaca | Parámetros climáticos promedio de Colquechaca | Parámetros climáticos promedio de Colquechaca | Parámetros climáticos promedio de Colquechaca | Parámetros climáticos promedio de Colquechaca | Parámetros climáticos promedio de Colquechaca |
| Mes                                           | Ene.                                          | Feb.                                          | Mar.                                          | Abr.                                          | May.                                          | Jun.                                          | Jul.                                          | Ago.                                          | Sep.                                          | Oct.                                          | Nov.                                          | Dic.                                          | Anual                                         |
| --------------------------------------------- | --------------------------------------------- | --------------------------------------------- | --------------------------------------------- | --------------------------------------------- | --------------------------------------------- | --------------------------------------------- | --------------------------------------------- | --------------------------------------------- | --------------------------------------------- | --------------------------------------------- | --------------------------------------------- | --------------------------------------------- | --------------------------------------------- |
| Precipitación total (mm)                      | 80.0                                          | 52.2                                          | 66.2                                          | 41.2                                          | 5.3                                           | 4.5                                           | 7.9                                           | 17.0                                          | 31.6                                          | 34.9                                          | 33.2                                          | 62.0                                          | 436                                           |
| Fuente: SENAMHI                               |                                               |                                               |                                               |                                               |                                               |                                               |                                               |                                               |                                               |                                               |                                               |                                               |                                               |

```
                                                 

                                                      
Climograma de Colquechaca.
  
Fuente:
 GeoKLIMA
[
9
]
```

## Actividades productivas
La minería es la principal actividad económica, en la localidad está asentada la Cooperativa Minera Colquechaca, la producción minera es importante, donde  se explota los yacimientos de tipo hidrotermal con mineralización polimetálica (Zn, Pb, Sn, Ag), situado a 4100 m s. n. m.
Los principales productos de explotación en los yacimientos mineros son el estaño que es el producto de explotación principal; por otro lado también se explota los complejos, plata y zinc.
El flujo de recursos económicos debido a las actividades mineras, ha generado actividades comerciales y de servicios para la población allegada a los trabajadores mineros y la población en general; el comercio de vestuarios, alimentos y algunos artefactos electrodomésticos y de oficina se ha reactivado en las principales vías comerciales, calles Bolívar, Murillo y Olañeta.
La infraestructura hotelera se ha mejorado en la oferta de plazas, apenas se cuenta con 1 hotel (Hotel Cerro Hermoso, ex Hotel Londres instalado desde 1846) y 5 alojamientos (Central, Aullagas, Surumi, Sucre y Parroquia San Miguel), ofertan en total menos de 20 camas y 9 habitaciones.
La actividad comercial se centra en una vía principal, que toma 3 nombres Bolívar, Murillo y Olañeta que constituyen la zona central desde la Plaza del Minero hasta la salida a Sucre, en éstas se han asentado la mayoría de los comercios minoristas dedicados a la venta de todo tipo de productos, desde material de construcción, material escolar, alimentos y bebidas, agencias y oficinas de servicios y restaurantes. En el resto de los barrios existen pequeñas tiendas de barrio y actividades artesanales a escala familiar.
En una escala inferior luego de la actividad es la minería,  el rubro de la agricultura y pecuaria, en menor escala, complementan el movimiento económico. 
La producción agrícola es limitada, cultivándose, generalmente, tubérculos y cereales, destinados al autoconsumo de las familias campesinas, los pequeños remanentes son vendidos o sirven para el trueque, en Colquechaca el único producto que se cultiva es la papa.
En las zonas periféricas de Colquechaca se advierte la presencia de ganado como cabras, ovejas y cerdos en poca cantidad, dado que los suelos son pobres para producción de forraje.

## Personajes históricos
- Fausto Reinaga (1906-1994), escritor e activista indigenista boliviano.
- Amelia Villa (1900-1942), primera mujer en recibirse de médico de Bolivia.

## Danzas típicas
- Tinku diablos
- Salaque Colquechaqueño
- Torochico
- Zapateo
- Pali pali
- Hualaychos
- Tinku
- Jula julas

## Atractivos turísticos
- Aullagas (centro arqueológico)

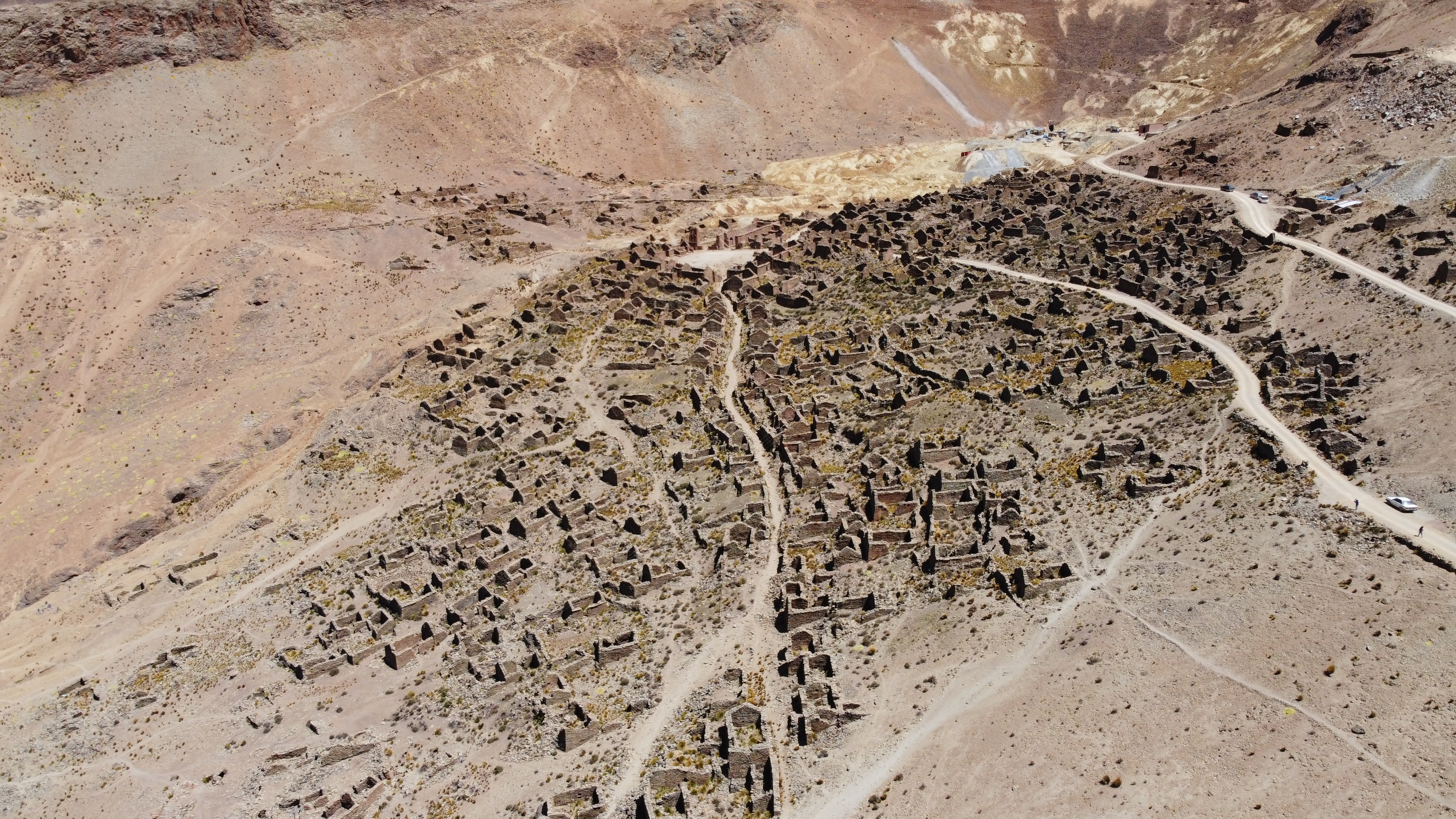
Vista aérea del centro arqueológico de Aullagas.

- Aguas termales de la mina el Colon
- Iglesia San Miguel
- Janko Nasa
- Iglesia colonial de Surumi
- Surumi ckocha
- Capilla de San Bartolomé
- Cementerio de Colquechaca
- Cementerio de Aullagas y Janko Nasa
- Cooperativa minera Colquechaca
- Casa y minas de Simón I Patiño